# Jorge Andreu Alcover
Jorge Andreu Alcover (1900-1967) fue un periodista y escritor español.

## Biografía
Nació en Palma de Mallorca en 1900. Realizó estudios en el Instituto Balear. Miembro inicial de las Juventudes de Acción Popular (JAP), posteriormente —tras el estallido de la Guerra civil— se pasaría a las filas de Falange. En 1937 publicaría Flechas en el Haz, una obra de abierta exaltación fascista. En el transcurso de la contienda también colaboró con el «Teatro Azul», organizado por la Falange mallorquina. Fue director del diario Baleares entre 1949 y 1952, en el cual con posterioridad seguiría colaborando bajo el pseudónimo de «Cojuelo». En 1950 fue nombrado miembro de la Academia Provincial de Bellas Artes.

## Obras
- —— (1937). Flechas en el Haz. Palma de Mallorca.
- —— (1965). Jose M. Tous y Maroto. Literato y poeta. Imprenta Mossen Alcover.